# Apollo di Mantova

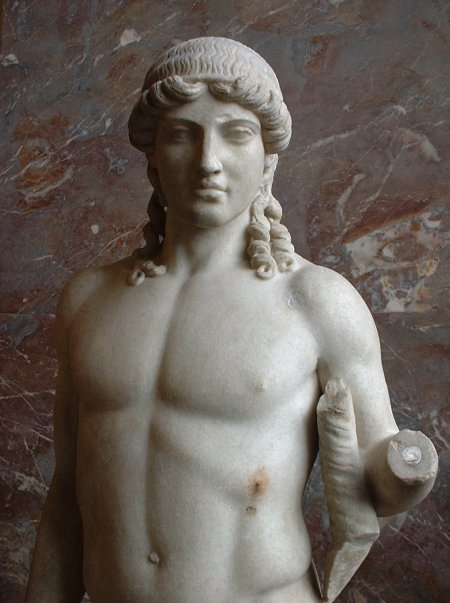
Particolare del tipo "Apollo di Mantova" conservato al museo del Louvre. Copia romana in marmo del I-II secolo a.C., derivante da un originale greco del V secolo a.C. attribuito a Policleto.

L'Apollo di Mantova, con le sue varianti, è tra le prime forme di statuaria del tipo Apollo citaredo, in cui il dio solare raffigurato in piedi tiene la cetra nel suo braccio sinistro. Il primo esempio di questa tipologia di scultura greca è stato rinvenuto a Mantova e della città ha pertanto assunto anche il nome.
Questo Apollo è una copia imperiale romana datato tra la fine del I secolo e l'inizio del II, modello esemplare di Neoatticismo ispirato da un presunto originale in bronzo realizzato all'incirca verso la metà del V secolo a.C.; ha uno stile del tutto simile alle pere derivanti dalla scuola di Policleto, ma leggermente più arcaico. La cetra se ne stava appoggiata al braccio sinistro esteso in avanti.
Nell'esemplare conservato al museo del Louvre ed alto 1,13 m. rimane un frammento indicante la torsione fatta assumere dallo strumento musicale contro il muscolo bicipite brachiale del dio in posizione tesa.

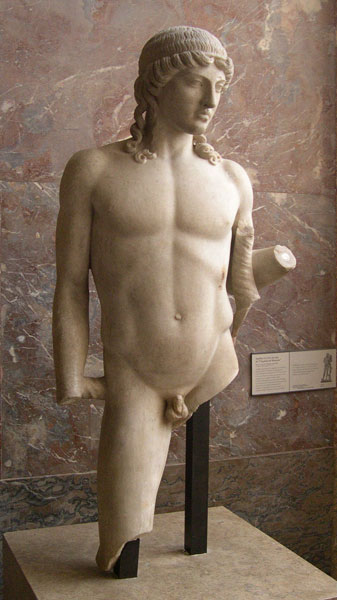
L'"Apollo di Mantova".

In seguito sono state trovate più di una dozzina di repliche dello stesso tipo e fattura, tra cui quelle principali sono conservate al museo archeologico nazionale di Napoli (un bronzo trovato a Pompei antica) e al museo archeologico nazionale di Mantova. L'originale andato perduto sarebbe stato, come detto, prodotto in bronzo; a volte è stato indicato in qualità di possibile autore il maestro di Fidia, Egia o Egesia, ma non esistono esempi superstiti del suo lavoro a poter fare da modello comparativo.
Un'altra copia in ottone di epoca romana si trova al Fogg Art Museum, la più antica struttura museale d'arte dell'università di Harvard.